# Henri Duez
Pour les articles homonymes, voir Duez.
Henri Duez, né le 18 décembre 1937 à La Comté et mort le 6 mars 2025 à Beuvry,, est un coureur cycliste français. Professionnel de 1961 à 1966, il remporte notamment le Tour de Catalogne.

## Biographie
Henri Duez est surnommé « Passe-partout » par Jean Stablinski, surnom repris dans une biographie qui lui est consacrée en 2013.

## Palmarès

### Palmarès amateur
- 1957
  - Paris-Vierzon
  - 2e du Grand Prix de l'Équipe et du CV 19e
- 1958
  - Paris-Fontenailles
  - Circuit de Boulogne
  - Grand Prix de l'Équipe et du CV 19e
  - 2e de Paris-Ézy
- 1959
  - Paris-Vailly
  - Route de France :
    - Classement général
    - 4e et 6e (contre-la-montre) étapes

  - 2e du Tour de Normandie
  - 3e de Paris-Montereau
  - 3e du Grand Prix de l'Équipe et du CV 19e
- 1960
  -  Course en ligne des Jeux de l'Amitié
  - 2ea étape de la Ronde des Flandres (contre-la-montre)
  - 2e de Paris-Mantes
  - 2e du championnat de France militaires sur route
  - 2e de Paris-Eu

### Palmarès professionnel
- 1961
  - Tour de Catalogne :
    - Classement général
    - 4e étape
- 1962
  - 2e étape du Critérium du Dauphiné libéré
  - 2e du Grand Prix du Parisien
- 1966
  - 2eb étape des Quatre Jours de Dunkerque (contre-la-montre par équipes)

## Résultats sur le Tour de France
6 participations
- 1961 : abandon (2e étape)
- 1962 : abandon (5e étape)
- 1963 : 26e
- 1964 : 18e
- 1965 : 14e
- 1966 : 51e

## Pour approfondir